# Marielle Heller
Marielle Stiles Heller (Condado de Marin, 1 de octubre de 1979) es una actriz y cineasta estadounidense, reconocida por dirigir los filmes The Diary of a Teenage Girl (2015), Can You Ever Forgive Me? (2018) y A Beautiful Day in the Neighborhood (2019). En 2020 interpretó el papel de Alma Wheatley en la miniserie de Netflix, Gambito de dama.

## Filmografía

### Como directora

#### Cine
| Año  | Título                              | Rol       | Rol       |
| Año  | Título                              | Directora | Guionista |
| ---- | ----------------------------------- | --------- | --------- |
| 2015 | The Diary of a Teenage Girl         | Sí        | Sí        |
| 2018 | Can You Ever Forgive Me?            | Sí        | No        |
| 2019 | A Beautiful Day in the Neighborhood | Sí        | No        |

#### Televisión
| Año  | Título                            | Rol       | Rol       | Notas       |
| Año  | Título                            | Directora | Guionista | Notas       |
| ---- | --------------------------------- | --------- | --------- | ----------- |
| 2015 | Transparent                       | No        | No        | 1 episodio  |
| 2016 | Casual                            | Sí        | No        | 2 episodios |
| 2020 | What the Constitution Means to Me | Sí        | No        |             |

### Como actriz

#### Cine
| Año  | Título                             | Papel            | Notas        |
| ---- | ---------------------------------- | ---------------- | ------------ |
| 2004 | The Liberation of Everyday Life    | Flora            | Cortometraje |
| 2010 | MacGruber                          | Clocky           |              |
| 2014 | A Walk Among the Tombstones        | Marie Gotteskind |              |
| 2016 | Paper Anchor                       | Caroline         |              |
| 2016 | Popstar: Never Stop Never Stopping |                  |              |

#### Televisión
| Year | Title              | Role          | Notes       |
| ---- | ------------------ | ------------- | ----------- |
| 2001 | White Power        | Party People  | Corto       |
| 2002 | Spin City          | Carrie        | 1 episodio  |
| 2005 | Awesometown        | Waitress      | Corto       |
| 2008 | All-For-Nots       | Heather       | 2 episodios |
| 2009 | Single Dads        | Jill          | 1 episodio  |
| 2020 | The Queen's Gambit | Alma Wheatley | 7 episodios |